# NGC 2100
NGC 2100 ist die Bezeichnung für einen offenen Sternhaufen in der Großen Magellanschen Wolke im Sternbild Schwertfisch und ist rund 170.000 Lichtjahre von uns entfernt. NGC 2100 hat einen Durchmesser von 2,8' und eine scheinbare Helligkeit von 9,6 mag. Das Objekt wurde am 25. September 1826 von James Dunlop entdeckt.